# Egmont Ehapa Verlag
Pour les articles homonymes, voir Verlag.
Ehapa  ou officiellement Egmont Ehapa Verlag GmbH est une maison d'édition allemande. 
En 1951, la société Gutenberghus (depuis renommée Egmont) fonde Ehapa en Allemagne pour la publication des bandes dessinées Disney et du Reader's Digest. Le nom Ehapa a été formé avec les initiales de Egmont Harald Petersen.
Elle est notamment titulaire de la licence Disney Donald Duck en Allemagne.